# Панацея (медицина)
Панацея, названа на честь грецької богині універсального засобу Панакеї, — це будь-який засіб, який, як стверджується, лікує всі хвороби та продовжує життя на невизначений термін. У минулому її шукали алхіміки у поєднанні з еліксиром життя та філософським каменем, міфічною речовиною, яка дозволяла перетворювати звичайні метали в золото. Протягом 18-го та 19-го століть багато «патентованих ліків» вважалися панацеями, і вони стали дуже прибутковими. Термін «панацея» використовується в негативному ключі для опису надмірного використання будь-якого єдиного рішення для вирішення багатьох різних проблем, особливо в медицині. Слово набуло відтінків зміїної олії та шарлатанства.
Панацея також є літературним терміном, який позначає будь-яке рішення для вирішення всіх проблем, пов'язаних із певним питанням.

## Міфологія
У грецькій міфології Панацея була однією з дочок грецького бога медицини Асклепія разом зі своїми чотирма сестрами, кожна з яких виконувала один аспект охорони здоров'я:
- Панацея (богиня лікування)
- Гігіея («Гігієна», богиня чистоти та санітарії)
- Ясо (богиня одужання від хвороб)
- Ацесо (богиня процесу зцілення)
- Аглая (богиня краси та пишноти)

Згідно з міфологією, Панацея мала еліксир або зілля, за допомогою якого вона могла зцілити будь-яку людську хворобу, і її ім'я стало взаємозамінним з назвою самих ліків.

## Історія

### Стародавня медицина
Давньогрецькі та римські вчені описували різні види рослин, які називали панацеями, наприклад опопанакс, волошку, любисток лікарський і деревій звичайний.
Жителі Кауїльї, що живуть у пустелі Колорадо в Каліфорнії, використовували червоний сік слонячого дерева (Bursera microphylla) як панацею.
Латинська назва роду женьшеню — Panax (або «панацея»), що відображає розуміння Ліннея того, що традиційна китайська медицина широко використовувала женьшень як ліки від усього.
У 1581 році голландський лікар Гілс Еверард (також відомий як Жиль Еверертс) опублікував книгу «Про панацею» [De herba panacea], в якій наголошувалося, що нещодавно відкритий тютюн був давно втраченою стародавньою панацеєю. Праця, яку приписують йому, з'явилася англійською мовою в 1659 році під назвою «Панацея; або Універсальна медицина: відкриття дивовижних властивостей тютюну, взятого в люльці, з його дією та використанням у фізиці та в хірургії».

### Ріст «патентованих ліків»
Панацеї стали відомі як «патентовані ліки», які почали з'являтися наприкінці 17 сторіччя разом із ростом маркетингу. Деякі знайшли прихильність королівської сім'ї, і їм було видано патентні листи, що дозволяли використовувати королівський індосамент у рекламі. Англію вісімнадцятого століття часто називають золотою добою фізики через широку доступність і споживання величезної кількості запатентованих ліків, багато з яких були в основному проносними, але з додатковим твердженням, що вони якимось чином очищали кров і таким чином лікували всі види хвороб.
Першим таким препаратом, який, як відомо, використовував термін «панацея» для реклами, була «Панацея» Вільяма Свейма, починаючи з 1820 року. Пізніше, захищаючи використання цього терміна, він заявив, що його часто використовували «у вузькому сенсі ліків від великої категорії хвороб, а не в його буквальному та більш всеосяжному значенні». У 1822 році він почав публікувати брошури, щоб пропагувати це, а в 1824 році видав книгу під назвою «Трактат про панацею Свайма; Це нещодавнє відкриття для лікування золотухи або королівського зла, ртутної хвороби, глибоко вкоріненого сифілісу, ревматизму та всіх розладів, що виникають через заражену чи нечисту кров». Філадельфійське медичне товариство зробило особливий виняток, сформувавши комітет для боротьби з шарлатанами, які повідомили, що панацея не є ані ефективною, ані безпечною.
Розрекламування цих неправдоподібних заяв було одним із перших великих проектів рекламної індустрії. Першим піонером у використанні реклами для просування патентної медицини був нью-йоркський бізнесмен Бенджамін Брендрет, чия «Овочева універсальна таблетка» згодом стала одним із найбільш продаваних патентованих ліків у Сполучених Штатах. Протягом п'ятдесяти років ім'я Брандрета було відомим у Сполучених Штатах; Таблетки Брандрета були проносним засобом, який нібито виліковував багато хвороб, очищаючи кров від токсинів, які, як він стверджував, були причиною всіх хвороб. За відсутності доказів Брандрет виправдав це твердження, процитувавши Книгу Левит 17:11: «Бо душа тіла в крові». Реклама 1865 року стверджувала, що «їхнім використанням виліковуються будь-які гострі захворювання. Наполегливість вилікує більшість хронічних випадків». Вони стали настільки відомими, що їх згадали в класичному романі Германа Мелвілла «Мобі Дік».
Подібним чином Джеймс Морісон був британським знахарем-лікарем, який продавав «Гігієнічна універсальна овочева медицина», яка рекламувалася як «Ліки від усіх виліковних хвороб». Моррісон створив власну медичну школу, Британський коледж охорони здоров'я, яка навчала агентів, відомих як гігієністів, продавати таблетки. Однак сатирики були жорстокими у своїх нападах на бізнес та його довірливих клієнтів, навіть малювали карикатури, на яких люди відрощували відрізані кінцівки.
Багато інших запатентованих ліків стверджували, що виліковують неймовірно різноманітні захворювання. У рекламі еліксиру Даффі на початку дев'ятнадцятого століття говорилося, що його використовували для лікування наступних хвороб: камінь у немовлят і дітей; судомні напади; туберкульоз та погане травлення; гарячка; геморой; надмірності; Напади матері та пари від селезінки; гіпохромія ; дитячі недуги, будь то глисти, рахіт, каміння, судоми, королівське зло або будь-який інший розлад, що виникає внаслідок вітру чи нечистоти; подагра і ревматизм; камінь або гравій у нирках; коліка; водянка і цинга. У 1891 році хлородин доктора Джона Колліса Брауна рекламувався як засіб від кашлю, надмірного споживання, бронхіту, астми, дифтерії, лихоманки, крупу, діареї, холери, дизентерії, епілепсії, істерії, пальпації, спазмів, невралгії, ревматизму, подагри., раку, зубного болю, менінгіту тощо.  Навіть Coca-Cola на початку свого існування продавалася як патентований лікарський засіб: стверджувалося, що вона лікує багато хвороб, у тому числі залежність від морфію, розлад травлення, нервові розлади, головні болі та імпотенцію.
Традиційна медична професія заперечувала твердження про панацею. У 1828 році медичне товариство штату Нью-Йорк прийняло один із перших в Америці кодексів медичної етики, в якому говорилося, що патентовані ліки не можна допускати. Приблизно з 1830-х років однією з головних цілей була «Універсальна гігієнська рослинна медицина» Морісона. Морісон у відповідь звернувся до того, що зараз відомо як логічна помилка «звернення до природи», критикуючи медичну залежність від хімічних речовин на відміну від його ліків, виготовлених із натуральних овочів. На відміну від рекламованої безпеки, таблетки Морісона можуть бути небезпечними та смертельними, якщо приймати їх у достатньо великих кількостях. У 1836 році 32-річний Джон Маккензі, у якого діагностували ревматизм колінного суглоба, помер після того, як один із агентів Морісона дав йому 1000 таблеток протягом 20 днів; цьому агента було висунуто звинувачення та визнано винним у ненавмисному вбивстві. Наступного року після розслідування в Йорку було встановлено, що надмірне вживання таблеток Морісона спричинило 12 смертей. Сам Морісон уникнув покарання, оскільки звинувачення були висунуті проти його агентів. Після смерті Моррісона в 1840 році його сини успадкували компанію, вони розширили асортимент продукції. Таблетки були остаточно вилучені з продажу в 1920-х роках.
Заснування Фармацевтичного товариства Великої Британії у 1841 році стало ще одним кроком убік від патентованих ліків і панацей.

## Претензії та обмеження
Законодавство, що охоплює претензії щодо ліків від усіх дій, залежить від юрисдикції.

### Австралія
В Австралії критерії для реєстрації ліків та інших терапевтичних товарів в Австралійському реєстрі терапевтичних товарів, який включає вказівки щодо реклами, маркування та дизайну продукту, викладені в Законі про терапевтичні товари, положеннях і наказах. Інші аспекти, як-от планування речовин і безпечне зберігання терапевтичних товарів, регулюються законами штату чи території.

### США
У 1906 році США прийняли перший Закон про чисту їжу та ліки. Цей закон не забороняв алкоголь, наркотики та стимулятори в ліках; він вимагав, щоб вони були марковані як такі, і стримав деякі з більш оманливих, завищених або шахрайських тверджень, які з'являлися на етикетках. У 1936 році статут було переглянуто, щоб заборонити їх, і Сполучені Штати вступили в тривалий період ще більш різкого скорочення ліків, доступних без посередництва лікарів і за рецептами. Морріс Фішбейн, редактор Журналу Американської медичної асоціації, який діяв у першій половині 20-го століття, більшу частину своєї кар'єри базував на викритті шарлатанів і вигнанні їх з бізнесу.
У США були випадки продуктів, які стверджували, що лікують багато хвороб. Seasilver, комерційна дієтична добавка, яка продавалась за допомогою багаторівневого маркетингового плану, рекламувалася з неправдивими заявами, що вона може «вилікувати 650 хвороб», що призвело до судового переслідування та штрафу власників.